# Wikiwix
Wikiwix – wielojęzyczna wyszukiwarka internetowa działająca niezależnie od Wikimedia Foundation. Wyniki wyszukiwania podawane są tylko z bazy danych Wikipedii. Wikiwix to nie wiki, jak mogłaby sugerować nazwa.
Wikiwix została oficjalnie zainstalowana na wewnętrznych wyszukiwarkach niektórych Wikipedii w 2007, razem z wyszukiwarkami Google, Yahoo i innymi. Niemiecka Wikipedia włączyła ją w stronę wyszukiwania w połowie 2007.
Wyszukiwarka umożliwia wyszukiwanie tekstów, obrazków i nazw geograficznych na mapach o nazwie „atlas” w 13 językach (arabskim, duńskim, angielskim, fińskim, francuskim, niemieckim, interlingua, włoskim, norweskim, polskim, portugalskim, hiszpańskim, szwedzkim).
Logo przedstawia niebieskiego ptaka kiwi, który podnosi pokarm z ziemi, a motto w języku angielskim brzmi „the ulimate Wikipedia articles search”. Silnik wyszukiwarki obsługiwany jest przez firmę Linterweb działającą w Val-de-Reuil we Francji, która wydała również Wikipedię v0.5 na płytach DVD w 2007. Firma zatrudnia ośmiu pracowników.